# Diszén-monoxid
A diszén-monoxid (C2O) rendkívül reakcióképes, két szén- és egy oxigénatomot tartalmazó molekula. A szén-szuboxid fotolízise során keletkezik.
C3O2  → CO  + C2O
A szén szervetlen oxidjai – CO, CO2 és C3O2 – közé tartozik.
Elég stabil ahhoz, hogy NO-dal és NO2-dal való reakcióját megfigyelhessék.

## Fordítás
Ez a szócikk részben vagy egészben  a   Dicarbon monoxide című angol Wikipédia-szócikk ezen változatának fordításán alapul.  Az eredeti cikk szerkesztőit annak laptörténete sorolja fel. Ez a jelzés csupán a megfogalmazás eredetét és a szerzői jogokat jelzi, nem szolgál a cikkben szereplő információk forrásmegjelöléseként.